# Greatest Hits, Vol. 3 (Johnny Cash)
Greatest Hits, Vol. 3 è un album raccolta dell'artista country statunitense Johnny Cash, pubblicato nel 1978 dalla Columbia Records.
La raccolta è notevole in quanto contiene due canzoni, It's All Over e Old Time Feeling, mai apparse in precedenza in nessun altro album di Johnny Cash.
It's All Over fu pubblicata su singolo nel settembre 1976, e raggiunse la 41ª posizione nella classifica Country statunitense. Old Time Feeling venne quindi pubblicata subito dopo come successivo singolo di Cash nell'ottobre 1976, e raggiunse la 30ª posizione nella stessa classifica.

## Tracce
1. There Ain't No Good Chain Gang (Hal Bynum, Dave Kirby) - 3:18
2. Any Old Wind That Blows (Dick Feller) - 2:39
3. Old Time Feeling (Johnny Cash) - 2:44
4. I Would Like to See You Again (Larry T. Atwood, Charlie Craig) - 2:55
5. I Wish I Was Crazy Again (Bob McDill) - 2:44
6. One Piece at a Time (Wayne Kemp) - 4:00
7. After the Ball (Cash) - 2:48
8. Lady (Cash) - 2:48
9. It's All Over (Cash) - 1:50 (con Waylon Jennings)

## Classifiche
Album - Billboard (Nord America)
| Anno | Classifica     | Posizione |
| ---- | -------------- | --------- |
| 1978 | Country Albums | 49        |